# Oespenski-kathedraal (Helsinki)
De Oespenski-kathedraal (Fins: Jumalansynnyttäjän kuolonuneen nukkumisen katedraali; Zweeds: Uspenskijkatedralen; Russisch: Успенский собор, Oespenskij sobor) is een Russisch-orthodoxe kathedraal in Helsinki, Finland. Het is de grootste Russisch-Orthodoxe kathedraal van heel West- en Noord-Europa en het centrum van de Fins-orthodoxe gemeenschap in Finland. De kerk is een belangrijke toeristische bestemming: de kathedraal trekt jaarlijks ongeveer een half miljoen bezoekers.

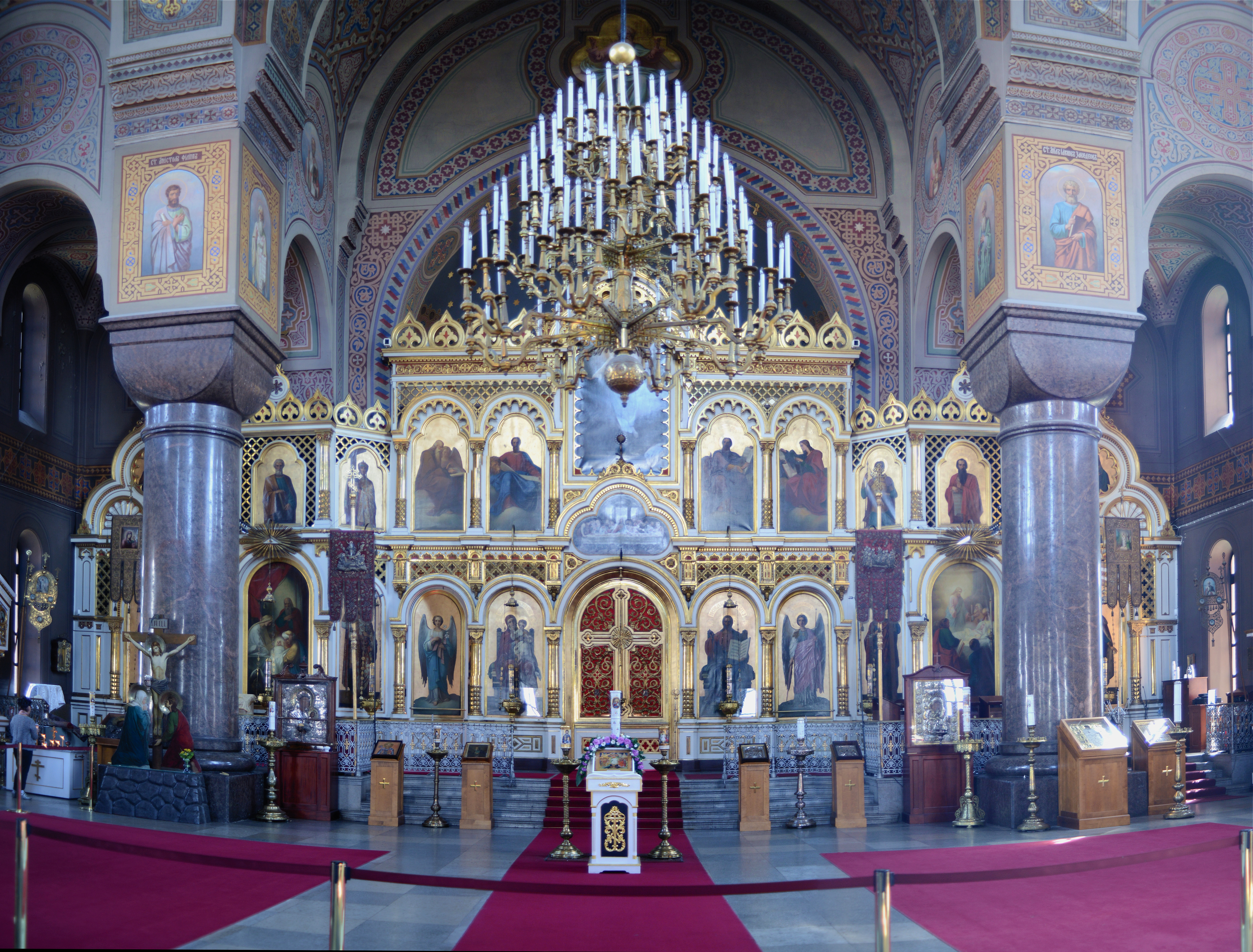
Iconostase van de Oespenski-kathedraal

De naam 'Oespensikij' is ontleend aan het Slavische woord uspenie, dat 'inslapen, sterven' betekent en duidt op het heengaan van de Moeder Gods. Oespenie is een van de twaalf hoogfeesten van de oosters-orthodoxe kerk. De kathedraal bevindt zich in het centrum van Helsinki, in de wijk Katajanokka. Heden is de kathedraal, de zetel van het bisdom Helsinki van de Fins-Orthodoxe Kerk.
De Rus Aleksej Gornostajev is de architect. De kathedraal werd gebouwd tussen 1862 en 1868, toen het Grootvorstendom Finland deel uitmaakte van het Russische Rijk. De financiering berustte op giften en voor de bouw werd deels gebruik gemaakt van stenen die afkomstig waren van het in 1854 opgeblazen Russische fort Bomarsund op Åland. Qua bouwstijl leunt het zwaar op Russische bakstenen kerken uit de 15e eeuw. In de jaren 60 van de twintigste eeuw werden delen van het interieur verbouwd; aan de buitenkant werden de koepels verguld. Tussen 2004 en juni 2007 werden de koepels opnieuw verguld. De kerk telt twaalf kleine koepels en een grote, analoog aan Jezus en de twaalf apostelen.
De binnenkant ademt, anders dan de buitenkant, een 19e-eeuwse Russisch-orthodoxe sfeer uit. Binnen is er een grote open vloer en zijn er, zoals gebruikelijk in orthodoxe kerken, geen zitbanken. Ook de iconostase ontbreekt niet.